# Roger Nixon
Roger Nixon (* 8. August 1921 in Tulare; † 13. Oktober 2009 in Burlingame) war ein US-amerikanischer Komponist und Musikpädagoge. 

## Leben
Roger Nixon nahm am Junior College von Modesto Klarinettenunterricht bei Frank Mancini; anschließend wechselte er nach Berkeley, wo er bei Roger Sessions, Ernest Bloch und Arthur Bliss Komposition studierte. Dort wurde er dort 1952 zum Dr. phil. promoviert. Daneben reiste er 1948 regelmäßig nach Los Angeles, wo er an der University of Southern California Kurse bei Arnold Schönberg besuchte. Von 1951 bis 1959 unterrichtete er an seinem alten College in Modesto. Von 1960 bis 1990 war er Professor für Musik an der San Francisco State University.
Nixon war verheiratet und hatte fünf Kinder.

## Werk
Nixons Kompositionsstil wurde als eklektisch beschrieben; dabei entwickelte er das Ausgangsmaterial weiter, ohne die Verbindung dazu aufzugeben. Inspiriert wurde er dabei von Musik aus seiner Heimat Kalifornien. Am bekanntesten ist Nixon als Blasorchesterkomponist; er schuf aber auch Orchester- und Chorwerke.
Nixon schrieb zahlreiche Auftragskompositionen, unter anderem ein Stück für Blasorchester zur 200-Jahr-Feier der Vereinigten Staaten für das Unternehmen J. C. Penney.

### Blasorchester (Auswahl)
- 1958 Elegy and Fanfare March
- 1962 Reflections
- 1966 Fiesta del Pacifico
- 1966 Nocturne
- 1970 A Solemn Processional
- 1970 Centennial Fanfare March
- 1970 Reflections
- 1972 Dialog
- 1972 Psalm
- 1973 Festival Fanfare March
- 1975 Music for a Civic Celebration
- 1979 Pacific Celebration Suite
- 1980 Chamarita!
- 1982 Academic Tribute
- 1983 California Jubilee
- 1998 Monterey Holidays
- Flower of Youth
- Las Vegas Holiday
- Music of Appresiation
- Prelude and Fugue

### Andere (Auswahl)
- 1982 Two Duos für Piccoloflöte und Es-Klarinette

- 1984 Preludes for Piano
- 1994 Music for Piano
- Ceremonial Piece für Blechbläser
- Green grow’th the holly für Chor

## Auszeichnungen
Nixon erhielt insgesamt fünf Stipendien des National Endowment for the Arts. 1973 wurde Mahr für seinen Festival Fanfare March mit dem  Sousa/ABA/Ostwald Award der American Bandmasters Association ausgezeichnet. 1979 erhielt er den Neil A. Kjos Memorial Award für die Pacific Celebration Suite; im selben Jahr wurde er zum Mitglied der American Bandmasters Association ernannt.

## Aufnahmen (Auswahl)
- Fiesta! (1968, Decca, DL 710157), Eastman Wind Ensemble, Donald Hunsberger (Dirigent).
- A Bicentennial Celebration (1975, Columbia Masterworks, M 33838), The Goldman Band, Richard Franko Goldman, Ainslee Cox, Leonard dePaur (Dirigenten).
- Robert Hoe V: In Memoriam (1984, ARK, MC-20443), U.S Coast Guard Band, Lewis J. Buckley (Dirigent).
- Winds of War and Peace (1988, Wilson Audiophile, W-8823), National Symphonic Winds, Lowell Graham (Dirigent).
- No Mo’ Chalumeau! (2001, Mark Records, 3919-MCD), UNLV Wind Orchestra, verschiedene Dirigenten.